# Die Unschuldsvermutung
Die Unschuldsvermutung ist eine österreichische Filmkomödie aus dem Jahr 2021 von Film- und Opernregisseur Michael Sturminger, der auch das Drehbuch schrieb und die Hauptrollen mit Ulrich Tukur, Laura de Boer, Marie-Christine Friedrich, Daniela Golpashin und Catrin Striebeck besetzte. Aus den Konflikten rund um eine Neuinszenierung von Mozarts Don Giovanni entwickelt sich eine Backstage-Komödie, die den Salzburger Festspielbetrieb „stilecht“ und dennoch „total fiktional“ abbildet und die die Filmhandlung gekonnt mit dem Opernstoff verwebt.
Der Film entstand als Teil der ORF-Fernsehfilmreihe Stadtkomödie und hatte am 8. September 2021 im Rahmen der Reihe FilmMittwoch im Ersten TV-Premiere, wurde aber schon vorab in der ARD Mediathek veröffentlicht. Im ORF wurde der Film erstmals am 27. April 2022 gezeigt.

## Handlung
Bei den Salzburger Festspielen ist die Premiere des Don Giovanni in Gefahr. Der autoritäre Opernregisseur muss nach einem Tobsuchtsanfall ersetzt werden, und die Festivalleitung entschließt sich zu einer ebenso namhaften wie riskanten Neuverpflichtung: Beate Zierau ist die Ex-Gattin des Stardirigenten Marius Atterson; der schwelende Rosenkrieg zwischen beiden kann die Proben jederzeit ins völlige Aus führen. Vor der amüsierten Presse gelingt es Zierau und Atterson noch, ihre Animositäten sarkastisch zu überspielen – vor dem Ensemble nicht.
Das gerät mit der neuen Regisseurin vom Regen in die Traufe. Sie stülpt ihnen kurzerhand ihre feministische Interpretation über und nutzt außerdem einen aktuellen Vorfall, um mit der Hauptfigur zugleich auch ihren Ex-Mann als notorischen MeToo-Täter an den Pranger zu stellen, dem keinerlei Anspruch auf Unschuldsvermutung zusteht. Ins Unrecht setzt sie sich damit gegenüber dem selbstherrlichen, erfolgsverwöhnten „alten weißen Mann“ nicht. Ungeniert baggert er erst seine Agenturassistentin und dann eine Fernsehjournalistin an. Seine Meisterschülerin Karina Samus, die von ihm schwanger ist und das Kind austragen will, solidarisiert sich letztlich mit beiden Frauen, als diese ihm eine Falle stellen.
Die Journalistin lässt sich zum Schein von Attersons Charme umgarnen und folgt seiner Einladung zum Abendessen auf dessen Hotelzimmer, wo sie ihm gespielt lasziv die gewünschten Geständnisse entlockt und per versteckter Kamera festhält. Als sie sich entziehen will, fällt er unglücklich und verliert das Bewusstsein. Zierau stößt hinzu und sorgt mit einem Knockout dafür, dass er endlich einmal erfahren soll, wie es sich anfühlt, ersetzt zu werden – in diesem Fall für die bevorstehende öffentliche Generalprobe. Samus springt für ihn ein und meistert die Herausforderung mit Bravour. Die Premiere will der „Maestro“ wieder selbst dirigieren, doch nun setzen die beiden potenziellen MeToo-Opfer die Festivalleitung mit dem belastenden Filmmaterial unter Druck. Als Atterson damit konfrontiert wird, räumt er geschlagen das Feld.

## Produktion und Hintergrund
Die Dreharbeiten fanden vom 17. September bis zum 16. Oktober 2020 in Salzburg statt. Produziert wurde der Film von der Superfilm (Produzenten John Lueftner und David Schalko), beteiligt waren der Österreichische Rundfunk und der Südwestrundfunk. Unterstützt wurde die Produktion vom Land Salzburg.
Für Regie und Drehbuch war Michael Sturminger verantwortlich, die Kamera führte Wolfgang Thaler. Für den Ton zeichnete Tim Stephan verantwortlich, für die Ausstattung Andreas Donhauser, für das Kostümbild Alfred Mayerhofer und für das Casting Eva Roth.
Bei dem Film handelt es sich um die erste ORF-Stadtkomödie aus Salzburg.

## Rezeption
Volker Bergmeister vergab auf tittelbach.tv 4,5 von 6 Sternen und schrieb, dass Sturminger auf leichte Ironie und ein glänzendes, namhaftes Ensemble setze. Dass er dazu noch vergnüglich hinter die Kulissen des Opernbetriebs blicke und mit Klischees des Kulturbetriebs zu spielen wisse, mache diese Produktion zu einem echten Schmankerl.
Christine Dössel befand in der Süddeutschen Zeitung, dass der Komödie zwar der Schritt zum wirklich großen Wurf fehle und sie im fernsehtauglich Wohlfühlkomischen stecken bleibe. Aber sie sei geistreich und superb besetzt. Wie gewitzt darin mit Motiven und Zitaten aus Mozarts Don Giovanni gespielt werde, sei für Kenner ein Extra-Bonus. Dass Michael Sturminger den Salzburger Festspielbetrieb kenne, sei ein großer Gewinn für seinen Film, der auch davon lebe, dass er an Originalschauplätzen gedreht wurde.
Jan Brachmann meinte in der Frankfurter Allgemeinen Zeitung, dass es für die brillante Gehässigkeit von Dani Levy in dessen Farce auf das Lucerne Festival in der Tatort-Folge Die Musik stirbt zuletzt an Wortwitz, vielleicht auch am Mut zum Risiko fehle. Atterson möge schmierig und selbstgefällig sein, doch bleibe er irgendwie gutmütig, ganz wie die Filmmusik von Kyrre Kvam, die mit ihrem Umpah-Umpah in Moll alles auf den Ton eines Schmunzelkrimis bringe.
Ähnlich schrieb Martin Schwickert (RedaktionsNetzwerk Deutschland), dass man ein wenig mehr Biss hätte erwarten können. Sturminger inszeniere seine Komödie im Stil einer klassischen Screwball-Komödie, Tukur spiele den Harvey Weinstein des Opernbetriebs nicht als Monster, sondern als alten weißen Mann, der nicht wahrhaben will, dass seine Zeit vorbei ist. Das alles bleibe im leicht spielerischen Rahmen und wachse an keiner Stelle über ein #MeToo-Light-Lustspiel hinaus. Dass der Film dennoch mehr als solide unterhalte, liege an dem beherzt aufspielenden Ensemble, aus dem vor allem Catrin Striebeck herausrage.